# Anselma Manuela Hernández Flores
Anselma Manuela Hernández Flores (Los Santos de Maimona, 1894 - 20 d'agost de 1936) fou una llevadora republicana, pionera en el millorament de les condicions sanitàries durant l'embaràs, part i puerperi i en la reducció de la mortalitat perinatal. Morí a l'inici de la Guerra Civil espanyola, assassinada pels sublevats franquistes.

## Biografia
Era filla d'una família de jornalers d'una petita hisenda de Los Santos de Maimona, a 75 km de Badajoz. Coneguda con Manuela, des de molt jove, va presenciar els parts de les dones de la família i d'altres veïnes del poble. Interessada en els temes de la salut, aviat es va adonar que les precàries condicions d'higiene eren la causa de l'elevada mortalitat de les mares i els nadons. Després d'obtenir el títol oficial de llevadora, va exercir un potent lideratge per a la renovació del sistema de salut, al mateix temps que propugnava una reforma social i política d'Extremadura, una regió oblidada amb pobresa endèmica. Aquest fet, i la seva militància socialista, la va enfrontar amb el sector més immovilista i conservador de la professió médica i la societat local, malgrat que durant els seus vint anys d'exercíci, va aconseguir reduir més d'un 20% la mortalitat perinatal.
A l'inici de la Guerra Civil, el ràpid triomf del cop d'estat del General Franco a Extremadura, va desencadenar una repressió atroç contra les persones d'esquerres. Les llevadores republicanes van ser especialment maltractades. Llurs idees avançades, les feien semblar sospitoses de divulgar mètodes anticonceptius i provocar avortaments. Al poble d'Arroyo de la Luz (Càceres) fou afusellada Polonia Mateos Pérez, a Badajoz Carmen Orellana Alcarazo i moltes més van patir vexacions, consells de guerra, presó i depuració. A Los Santos de Maimona, van ser afusellades més de cent vint persones, entre les quals, la llevadora Anselma Manuela Hernández Flores, malgrat haver sigut respectada i estimada per la majoria de veins del poble.